# Jacqueline Benn
Vous pouvez aider à l'améliorer ou bien discuter des problèmes sur sa page de discussion.
- Il semble être autobiographique ou autocentré et avoir fait l'objet de modifications substantielles, soit par le principal intéressé, soit par une personne en lien étroit avec le sujet. Il peut être nécessaire de l'améliorer pour respecter le principe de neutralité de point de vue. (Marqué depuis avril 2022)

Vous pouvez aider à l'améliorer ou bien discuter des problèmes sur sa page de discussion.
- Il ne cite pas suffisamment ses sources. Vous pouvez indiquer les passages à sourcer avec {{référence nécessaire}} ou {{Référence souhaitée}}, et inclure les références utiles en les liant aux notes de bas de page. (Marqué depuis avril 2022)

- Archive Wikiwix
- Bing
- Cairn
- DuckDuckGo
- E. Universalis
- Gallica
- Google
- G. Books
- G. News
- G. Scholar
- Persée
- Qwant
- (zh) Baidu
- (ru) Yandex
- (wd) trouver des œuvres sur Wikidata

Jacqueline Coumont dite Jacqueline Benn, née le 5 mars 1949 à Etterbeek (province de Brabant), est une coloriste belge. Elle a mis en couleur la série Mic Mac Adam de Benn et plusieurs albums d'autres auteurs, dont certaines rééditions de Maurice Tillieux.

## Biographie
Jacqueline Coumont naît le 5 mars 1949 à Etterbeek. Elle se marie en 1970 avec l'auteur de bande dessinée André Béniest, dit Benn. Elle adopte alors le nom de plume Jacqueline Benn et entame une carrière de coloriste de 15 ans,. Elle commence dans le métier, sans formation académique,sur les travaux de son mari. Ils sont alors édités dans le journal Junior avec la série Sam et Tibond.

### PourTintin
Jacqueline Benn travaille pour le Journal Tintin. Elle colorie principalement les planches de William Vance, et de manière plus épisodique Chéret (Domino), Duval (Histoires authentiques), Ferry, Gérald Forton, Griffo (Modeste et Pompon),.
En 1974, André Chéret vient vivre à Bruxelles. Avec Rahan, Jacqueline Benn s'attaque pour la première fois au style réaliste et met en couleurs en procédant par couches successives (ce ne sont pas de simples aplats) l'album Territoires interdits (Kangourou 1975). Elle collabore à la régie publicitaire Publiart pour la série Bip d'Albert Weinberg ; 5 récits seront publiés dans Tintin et Spirou de 1974 à 1975.
En 1975, elle travaille sur La Tribu terrible de Gordon Bess,, et ce jusqu'en 1982. Les Éditions du Lombard n'en ont publié qu'un album, en 1975.
En 1976, elle épaule son mari sur sa nouvelle série Tom Applepie, publiée dans le journal Tintin jusqu’en 1978.
En 1977, pour William Vance (célèbre pour ses aventures de Bob Morane) sur les histoires Dossier Bruno Brazil et Le Temple des dinosaures de Bob Morane, Le Lombard.

### PourSpirou
Ensuite, elle travaille  pour le journal de Spirou à partir de 1978 sur la série Mic Mac Adam, jusqu'en 1985, 3 intégrales chez Dargaud. Et toujours en 1978, pour Vittorio Leonardo (Sinbad le Marin). Enfin, pour Michel Deligne, elle colorise plusieurs auteurs américains dont Frank Robbins (Johnny Hazard).
Dans Zack Parade, elle colorie le récit La Piste rouge une enquête de Ric Hochet de Tibet et Duchâteau en 1978, Dan Cooper et Adler d'Albert Weinberg, Yalek de Jacques Géron et A.-P. Duchâteau, Turi et Tolk de Dieter Kalenbach et Erka en 1980 et toujours la même année, elle met en couleurs les couvertures des 17 albums de la série Sandy et Hoppy de Willy Lambil aux éditions Magic Strip en 1980.
En 1981, Michel Deligne décide de faire publier la série Félix de Maurice Tillieux en couleurs et fait appel pour cela à Jacqueline Benn, elle colorie les cinq premiers albums jusqu'en 1984 avant que Dupuis n'édite la suite de la série.
En 1982, Jacqueline Benn se voit créditée pour la toute première fois d'une mise en couleur chez Dupuis pour le premier tome de la série Mic Mac Adam intitulé : Le Tyran de Midnight Cross.
En 1984, pour Deligne, elle fait les couleurs de Sigi contre Attila de Guy Bara.
Elle travaille à la gouache sur des bleus de coloriage,.

### En peinture
Au milieu des années 1980, Jacqueline Benn abandonne le métier de coloriste pour la peinture, expérimentant de nouvelles techniques. De 1992 à 2000, elle suit une formation continue en kinésiologie. De 2007 à 2008, elle poursuit une formation à l'Académie des beaux-arts de Saint-Josse-ten-Noode. Elle participe à plusieurs expositions de ses œuvres ; des peintures et des sculptures. Elle vit à Saint-Josse-ten-Noode où elle a son atelier d'artiste.

## Œuvres publiées

### Albums
À l'époque de la création de la plupart de ses albums, les coloristes n'étaient pas encore crédités.

#### Mic Mac Adam
Mic Mac Adam,, le détective écossais de l'étrange. Fantastique, Humour et Parapsychologie 
- 1. Le Tyran de Midnight Cross[21], Dupuis, Marcinelle, 3e trimestre 1982
Scénario : Stephen Desberg - Dessin : Benn - Couleurs : Jacqueline Benn -  (ISBN 2-8001-0912-2)
- 2. Morts au sommet, Dupuis, Marcinelle, 3e trimestre 1985
Scénario : Stephen Desberg - Dessin : Benn - Couleurs : Jacqueline Benn -  (ISBN 2-8001-1149-6)
- 3. Les Mains d'ivoire, Fleurus, 1er février 1987
Scénario : Stephen Desberg - Dessin : Benn - Couleurs : Jacqueline Benn -  (ISBN 2-215-00921-7)
- 4. Le Bois des lépreux - Tirage de tête, Fleurus, octobre 1987
Scénario : Stephen Desberg - Dessin : Benn -  (ISBN 2-215-01012-6)
- 4. Le Bois des lépreux, Fleurus, octobre 1987
Scénario : Stephen Desberg - Dessin : Benn - Couleurs : Jacqueline Benn -  (ISBN 2-215-00978-0)
- 5. Les 5 Miroirs, Fleurus, janvier 1988
Scénario : Stephen Desberg - Dessin : Benn - Couleurs : Jacqueline Benn et Cécile Bertrand -  (ISBN 2-215-00994-2)
- 5. Diableros - Chantier macabre, éditions Loup, 2000
Scénario : Stephen Desberg - Dessin : Benn -  (ISBN 2-930283-15-7)
- Fantômes en folie, Dargaud, 5 décembre 1996
Scénario : Stephen Desberg - Dessin : Benn - Couleurs : Jacqueline Benn -  (ISBN 2-205-04583-0)
- Intégrale tome 1 - Le Livre noir, Dargaud, 1er décembre 2005
Scénario : Stephen Desberg - Dessin : Benn - Couleurs : Jacqueline Benn -  (ISBN 2-205-04583-0)
- Intégrale tome 2 - Le Livre de sang, Dargaud, 16 novembre 2006
Scénario : Stephen Desberg - Dessin : Benn - Couleurs : Jacqueline Benn -  (ISBN 2-87129-742-8)
- Intégrale tome 3 - Le Livre de soufre, Dargaud, 1er décembre 2005
Scénario : Stephen Desberg - Dessin : Benn - Couleurs : Jacqueline Benn -  (ISBN 2-50500-014-X)

#### Sigide Guy Bara
Mésaventures d'un petit guerrier franc, contées par Guy Bara. Créé dans Zack en 1979 puis dans Super As
- Sigi contre Attila, Michel Deligne, 1er trimestre 1984
Scénario et dessin : Guy Bara - Couleurs : Jacqueline Benn[6],[22],[23],[24].

#### La Tribu terrible
La Tribu terrible, prix de la Meilleure œuvre comique étrangère au festival d'Angoulême 1976
- La Tribu terrible, Le Lombard, Bruxelles, mars 1975
Scénario : Gordon Bess - Dessin : Gordon Bess - Couleurs : Jacqueline Benn
- La Tribu terrible, Dargaud, Paris, mars 1975
Scénario et dessin : Gordon Bess - Couleurs : Jacqueline Benn

#### Rahan
Rahan, une des plus célèbres séries de rétrocipation.
- 2. Territoires interdits[29], Kangourou, coll. « Pif Album », janvier 1975
Scénario : Roger Lécureux - Dessin : André Chéret - Couleurs : Jacqueline Benn,contient Les Hommes-sans-cheveux publié dans Pif no 198 (décembre 1972) - Les Larmes qui volent publié dans Pif no 203 (janvier 1973). Ces 2 épisodes n'avaient pas été publiés dans la première série des fascicules de Rahan publiés en presse.

#### Le Chevalier blanc
- Le Chevalier blanc, dessin et scénario : L. et F. Funcken - Couleurs de couverture : Jacqueline Benn, Magic Strip, 1980 - Imprimerie Talon - 1 couverture sur les 4 albums de la série parus cette année.

### Périodiques

#### Tintin
Tintin édition belge du journal.
- La Tribu terrible Scénario et dessin : Gordon Bess[12],[24] - Couleurs : Jacqueline Benn[14] du gag no 665 en 1975 au no 1461 en 1982.
- Bib d'Albert Weinberg - Couleurs : Jacqueline Benn, série publicitaire, réalisée pour les pneus Michelin, cinq récits[11], 1973 à 1975[30]

1. Bib : Pluviose attaque Scénario : Albert Weinberg - Dessin : Albert Weinberg - Couleurs : Jacqueline Benn (récit à suivre) (Tintin nos 21 à 25 - 28e année, 1973)
2. Bib : Les Naufragés Scénario : Albert Weinberg - Dessin : Albert Weinberg - Couleurs : Jacqueline Benn (récit à suivre) (Tintin nos 28 à 33 - 28e année, 1973)
3. Bib : L'Herbivore Scénario : Albert Weinberg - Dessin : Albert Weinberg - Couleurs : Jacqueline Benn (récit à suivre) (Tintin nos 36 à 40 - 28e année, 1973)
4. Bib : Les Eaux mortes Scénario : Albert Weinberg - Dessin : Albert Weinberg - Couleurs : Jacqueline Benn (récit à suivre) (Tintin nos 43 à 47 - 28e année, 1973)
5. Bib : Le Rallye de l’enfer Scénario : Albert Weinberg - Dessin : Albert Weinberg - Couleurs : Jacqueline Benn  (44 planches) (Tintin no 40 - 29e année, 1974 à no 9 - 30e année, 1975)

- Tom Applepie[13] Scénario : Vicq - Dessin : Benn - Couleurs : Jacqueline Benn, cinq récits, 1976 à 1978

1. Tom Applepie : Le Taureau écarlate Scénario : Vicq - Couleurs : Jacqueline Benn  (30 planches) (Tintin nos 10 à 22 - 31e année, 1976)
2. Couverture Tintin : Le Taureau écarlate Couleurs : Jacqueline Benn, (Tintin no 15 - 31e année, 1976)
3. Couverture Tintin : Le Royaume de l'Alligator Couleurs : Jacqueline Benn, (Tintin no 39 - 32e année, 1977)
4. Tom Applepie : Le Royaume de l'Alligator Scénario : Vicq - Couleurs : Jacqueline Benn, (30 planches) (Tintin nos 39 à 48 - 32e année, 1977)
5. Tom Applepie : La Flûte spectrale Scénario : Vicq - Couleurs : Jacqueline Benn, (16 planches) dans Tintin Sélection no 37, 1977 et réalisé du 11 au 31 mai 1977
6. Tom Applepie : Le Bonhomme explosif Scénario : Vicq - Couleurs : Jacqueline Benn, (12 planches) dans Tintin Sélection no 38 - 32e année, 1977
7. Tom Applepie et La Bande des Six-Nez Scénario : Vicq - Couleurs : Jacqueline Benn, (6 planches) (Tintin no 5 - 33e année, 1978)

- Le Collectionneur d'affiches Scénario : Mythic Dessin : André Benn - Couleurs : Jacqueline Benn, 4 planches (Tintin Sélection no 26, 1974)
- Modeste et Pompon[31] Scénario : Michel Noirret[32] - Dessin : Griffo[10] - Couleurs : Jacqueline Benn, gags nos 1 à 9, 15 et 16, 1975
- Jeux dans les pockets Tintin Sélection
- Illustrations des Jeux Autoscooter et Circuit automobile Dessin : André Benn dans Tintin no 50 - 32e année, 1977 (non signé)
- Musicity Dessin : André Benn dans Tintin Sélection no 35, 1977 (non signé)
- Ville secrète Dessin : André Benn dans Tintin Sélection no 35, 1977 (non signé)
- Horlogerinasseries ? Dessin : André Benn dans Tintin Sélection no 35, 1977 (non signé)
- L'Étrange Loi de l'oie ? Dessin : André Benn dans Tintin Sélection no 35, 1977 (non signé)
- Chevalier noir : Scénario : Yves Duval - Dessin : Juan Manuel Cicuéndez - Couleurs : Jacqueline Benn, 4 planches dans Tintin no 14 - 32e année 1977
- Récits authentiques[7]
  1.  Les Révoltés du Potemkine Scénario : Yves Duval - Dessin : Gérald Forton[9] - Couleurs : Jacqueline Benn, (4 planches), 1977
  2.  La Journée des Décembristes Scénario : Yves Duval - Dessin : Gérald Forton - Couleurs : Jacqueline Benn, (4 planches), 1977
  3.  L'Affaire Calas Scénario : Yves Duval - Dessin : Ferry[8] - Couleurs : Jacqueline Benn, (4 planches), 1977
  4.  Fouilles en péril Scénario : Stephen Desberg - Dessin : Jacques Géron - Couleurs : Jacqueline Benn, (4 planches), 1977
  5.  L'Affaire Dreyfus Scénario : Yves Duval - Dessin : Franz - Couleurs : Jacqueline Benn, (6 planches), 1977
  6.  L'Embrassement du mont Pelé Scénario : Yves Duval - Dessin : Juan Manuel Cicuéndez - Couleurs : Jacqueline Benn, (4 planches), 1977
  7.  Le Radeau de La Méduse Scénario : Yves Duval - Dessin : Gérald Forton - Couleurs : Jacqueline Benn, (4 planches), 1978.

#### Nouveau journal Tintin, édition française
- Tom Applepie - Couverture du Nouveau journal Tintin[33],[34] no 38 du 1er juin 1976
- Tom Applepie - Couverture du Nouveau journal Tintin no 134[34] du 4 avril 1978

#### Tintin semanal, édition portugaise
- Tom Applepie - O touro escarlate - Couverture de l'hebdomadaire Tintin semanal[35] no 52 du 14 mai 1977
- Tom Applepie - No reino do Aligátor - Couverture de l'hebdomadaire Tintin semanal[36] no 25 du 4 novembre 1978

#### تان تان, édition égyptienne de Tintin
- Tom Applepie - Couverture de l'hebdomadaire تان تان[37] no 5 du 25 septembre 1976

#### Recueil Super Tintin
- 2 Steve Canyon : Un colonel nommé Canyon[38], Lombard, Bruxelles, 2e trimestre 1978
Scénario : Milton Caniff - Dessin : Milton Caniff - Couleurs : Jacqueline Benn — (13 planches)

#### Juniorsupplément à la revueChez Nous
- Sam et Tibond de Benn.
- Gags de Cram Scénario et dessin : Cram - Couleurs : Jacqueline Benn de 1976 à 1979
- Tom Applepie - Couverture du journal Junior[39] no 17 du 22 avril 1976
- Yves Boréal - Couverture du journal Junior[40] no 19 du 6 mai 1976
- Tom Applepie - Couverture du journal Junior[41] no 15 du 6 avril 1978

#### Spirou
Spirou (1978-1987).
- Mic Mac Adam Scénario : Desberg - Dessin : Benn - Couleurs : Jacqueline Benn[14].
- Toutes les publications d'André Benn jusqu'en 1985 Les Naufragés du désespoir Scénario et dessin : Benn - Couleurs : Jacqueline Benn en 1982, 1983[14],[43].

#### Félix Magazine
Félix Magazine - Le magazine du suspense, 3 numéros, Deligne, (1982)
- Félix Scénario et dessin : Maurice Tillieux Couleurs : Jacqueline Benn
- 2. Copabanana[44], Deligne, Bruxelles, 1982
Scénario : Jean-Claude De la Royère - Dessin : Marc Wasterlain - Couleurs : Jacqueline Benn — (1 planche)
- Couleurs de couverture du volume 3
- 3. Félix - Allume-Gaz au tribunal[45], Deligne, Bruxelles, 1982
Scénario : François Dimberton - Dessin : François Dimberton - Couleurs : Jacqueline Benn — (12 planches)
- 3. Copabanana[45], Deligne, Bruxelles, 1982
Scénario : Jean-Claude De la Royère - Dessin : Marc Wasterlain - Couleurs : Jacqueline Benn — (1 planche)

#### Créations ou replacements dans la presse étrangère
- (de) Ric Hochet[6] - La Piste rouge Scénario : André-Paul Duchâteau - Dessin : Tibet dans Zack Parade[46], 57 planches en 1978 ;
- (de) Dan Cooper Scénario et dessin : Albert Weinberg - Couleurs : Jacqueline Benn, 16 planches dans Zack Parade[46] en 1980 ;
- (de) Adler Scénario et dessin : Albert Weinberg - Couleurs : Jacqueline Benn, 16 planches dans Zack Parade[46] no 39 en 1980 ;
- (de) Yalek Scénario : A.-P. Duchâteau - Dessin - Jacques Géron - Couleurs : Jacqueline Benn, 38 planches dans Zack Parade[46] no 39, Koralle-Verlag (de) en 1980 ;
- (de) Turi und Tolk Scénario : Erka - Dessin - Dieter Kalenbach - Couleurs : Jacqueline Benn, 14 planches dans Zack Parade[46], Koralle-Verlag, en 1980.